# ハマム (映画)
『ハマム』（伊: Il Bagno turco, 英: Steam: The Turkish Bath）は、1997年に製作されたイタリア・トルコの映画。フェルザン・オズペテク監督。アレッサンドロ・ガスマン主演。
洋画★シネフィル・イマジカでの放映時のタイトルは『私の愛したイスタンブール』である。

## キャスト
- フランチェスコ：アレッサンドロ・ガスマン
- マルタ：フランチェスカ・ダロヤ
- オズマン：ハリル・エルギュン
- ペザン：シェリフ・セゼル